# Рос он Уай
Рос он Уай (на английски: Ross-on-Wye) е град в западна Англия, разположен в графство Херефордшър, регион Западен Мидландс. Населението на града през 2017 година е 11 360 души (2017 г.).